# 용병 (소설)
용병은 1979년 첫 출판되고 한국에서는 1993년 나경문화사에서 김상훈의 번역으로 발간된 과학소설이다. 현재는 절판되었다. 원작은 "Janissaries"로 제리 퍼넬(Jerry Pournelle)이 1979에 발표하였다. 제리 퍼넬의 예니체리 시리즈 시작이었으며, "예니체리 II: 부족과 왕관(Janissaries II: Clan and Crown)"과 "예니체리 III: 승리의 폭풍(Janissaries III: Storms of Victory)"로 이어진다. "예니체리 II""와 "예니체리 III"는 "트란(Tran)"이라는 제목으로 합본되어 1996년에 발표되었으며, 로날드 J. 그린과 공동 작업하였다. 용병 이후의 작품들은 아직 번역이 이루어지지 않았다. 시리즈의 4번째 작품인 "예니체리 IV: 맘루크(Janissaries IV: Mamelukes)"가 퍼넬에 의하여 단독 집필 중이며 상당히 진행되어 있다는 사실이 저자의 블로그를 통하여 알려져 있으나, 아직 발표되지 않았다.

## 줄거리
냉전 시절, 소대 규모의 병사들과 함께 아프리카에서 CIA 작전을 수행하던 미육군 소속의 릭 겔러웨이 대위(Captain Rick Galloway)는 어쩔수 없는 상황에 의하여 알 수 없는 비행체에 탑승하게 된다. 이어서 이들은 인류가 정착해 있는 다른 행성에 도달하게 되는데....